# Сен-Лье
Сен-Лье (фр. Saint-Lyé) — коммуна во Франции, находится в регионе Шампань — Арденны. Департамент — Об. Входит в состав кантона Труа-4. Округ коммуны — Труа.
Код INSEE коммуны — 10349.
Коммуна расположена приблизительно в 135 км к юго-востоку от Парижа, в 75 км южнее Шалон-ан-Шампани, в 10 км к северо-западу от Труа.

## Население
Население коммуны на 2008 год составляло 2873 человека.
| 1962 | 1968 | 1975 | 1982 | 1990 | 1999 | 2008 |
| ---- | ---- | ---- | ---- | ---- | ---- | ---- |
| 1099 | 1258 | 1795 | 2189 | 2496 | 2633 | 2873 |

## Администрация
| Период | Период | Фамилия          | Партия | Примечания |
| ------ | ------ | ---------------- | ------ | ---------- |
| 2001   | 2008   | Ги Дуссо         |        |            |
| 2008   |        | Марсель Спильман |        | пенсионер  |

## Экономика
В 2007 году среди 1874 человек в трудоспособном возрасте (15—64 лет) 1309 были экономически активными, 565 — неактивными (показатель активности — 69,9 %, в 1999 году было 69,2 %). Из 1309 активных работали 1230 человек (642 мужчины и 588 женщин), безработных было 79 (34 мужчины и 45 женщин). Среди 565 неактивных 157 человек были учениками или студентами, 226 — пенсионерами, 182 были неактивными по другим причинам.

## Достопримечательности
- Церковь Сен-Лье (XI век). Памятник истории с 1972 года[3]
- Замок епископов Труа (XVI век). Памятник истории с 1933 года[4]

## Фотогалерея

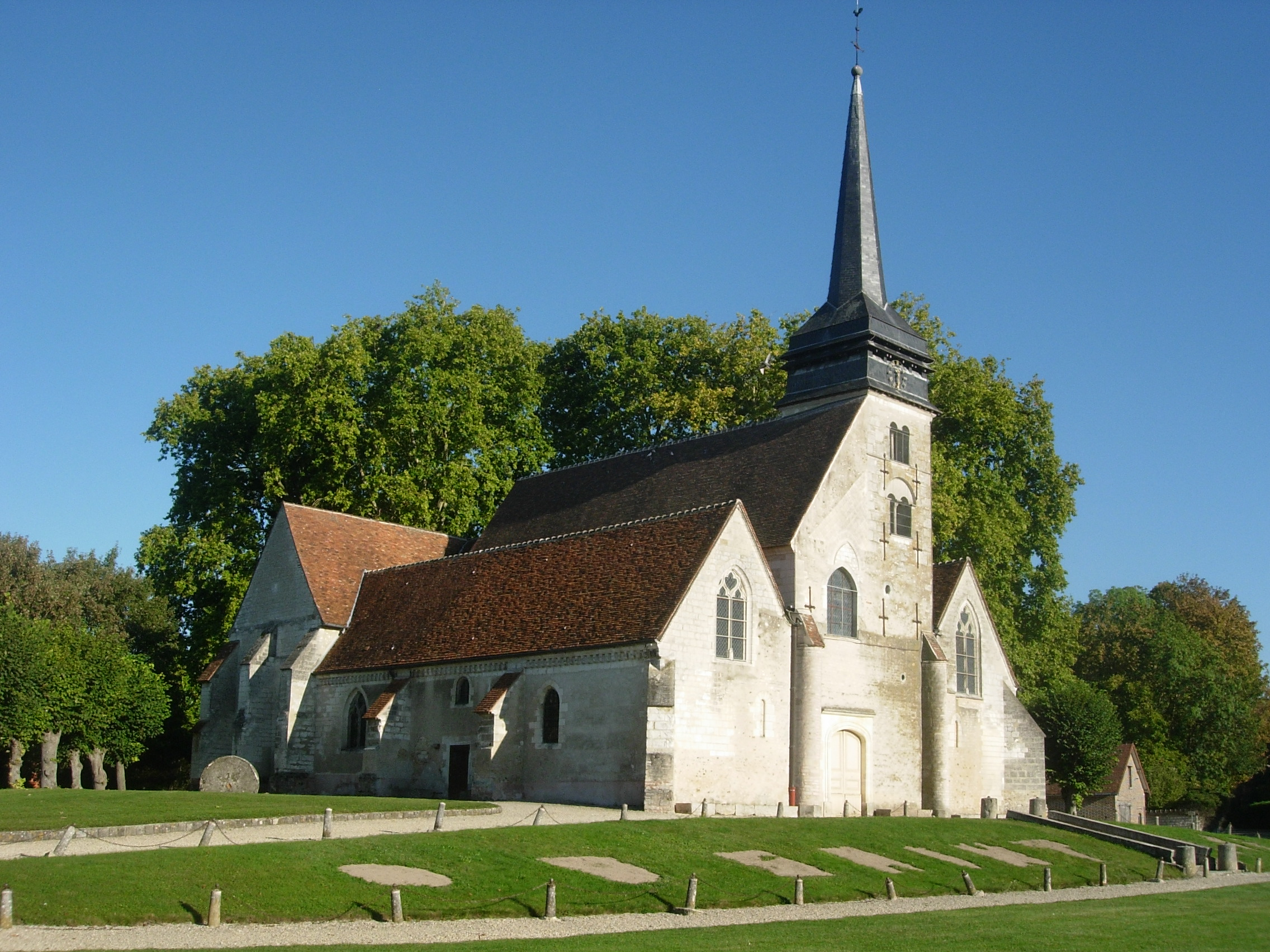
Церковь Сен-Лье
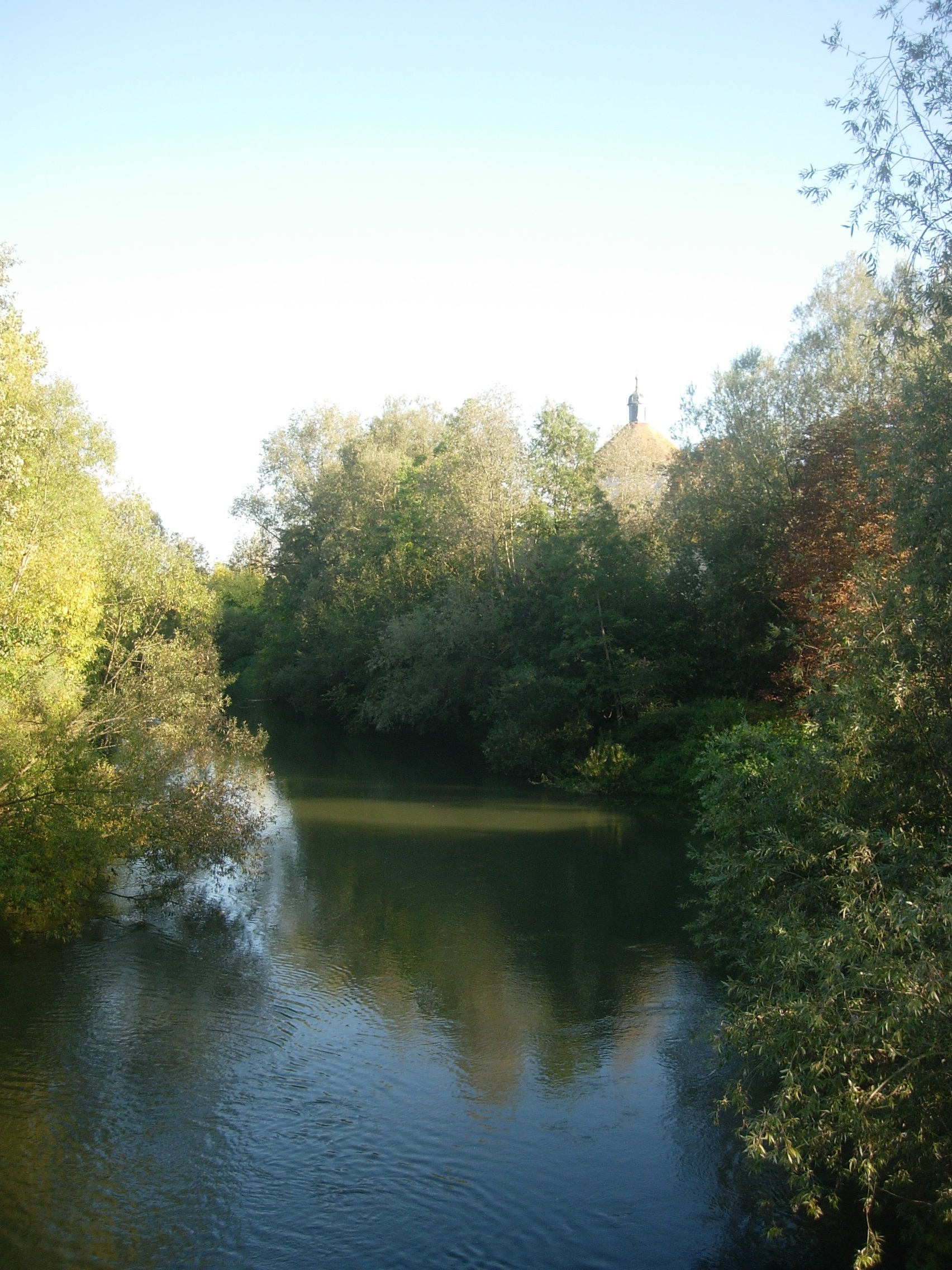
Замок епископов Труа (вид с моста через Сену)
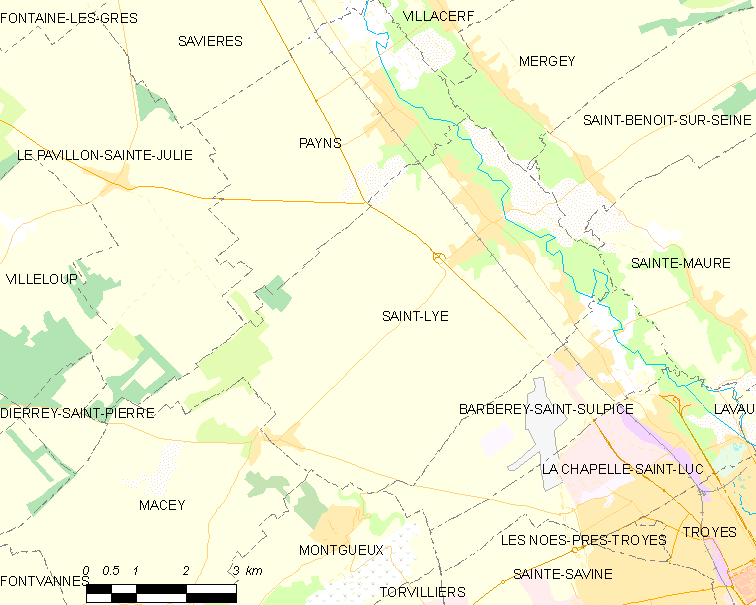
Карта коммуны